# Пер Едмунд Мордт
Пер Едмунд Мордт (норв. Per Edmund Mordt, нар. 25 березня 1965, Арендал, Норвегія) — норвезький футболіст, що грав на позиції півзахисника. Чемпіон Норвегії, чотириразовий чемпіон Швеції, володар Кубка Швеції тв володар Кубка УЄФА. 
Виступав, зокрема, за клуб «Гетеборг», а також національну збірну Норвегії.

## Клубна кар'єра
У дорослому футболі дебютував 1983 року виступами за команду клубу «Колботн». 
Протягом 1984—1985 років захищав кольори команди клубу «Волеренга».
Своєю грою за останню команду привернув увагу представників тренерського штабу клубу «Гетеборг», до складу якого приєднався 1986 року. Відіграв за команду з Гетеборга наступні сім сезонів своєї ігрової кар'єри.
Протягом 1994 року захищав кольори команди клубу «Бранн».
Завершив професійну ігрову кар'єру у клубі «Дребак-Фрогн ІЛ», за команду якого виступав протягом 1995 року.

## Виступи за збірні
Протягом 1984–1985 років залучався до складу молодіжної збірної Норвегії. На молодіжному рівні зіграв у 4 офіційних матчах.
1984 року дебютував в офіційних матчах у складі національної збірної Норвегії. Протягом кар'єри у національній команді, яка тривала 6 років, провів у формі головної команди країни 30 матчів, забивши 1 гол.

## Титули і досягнення
- Чемпіон Норвегії (1):

«Волеренга»: 1984
- Чемпіон Швеції (4):

«Гетеборг»: 1987, 1990, 1991, 1993
- Володар Кубка Швеції (1):

«Гетеборг»: 1991
- Володар Кубка УЄФА (1):

«Гетеборг»: 1986-1987